# Campamento de Souf
El campamento de Souf (en árabe: مخيم سوف‎: en árabe: مخيم سوف‎ سوف) es un campamento de refugiados palestinos situado cerca de las ciudades de Souf y Gerasa, en Jordania. Según la Agencia de las Naciones Unidas para los Refugiados de Palestina en Oriente Próximo (UNRWA en sus siglas inglesas), el campamento tenía 22.420 habitantes en 2017, de los que 19.000 eran refugiados palestinos registrados.

## Geografía
El campamento se expande por medio kilómetro cuadrado de tierras cercanas a las famosas ruinas romanas de Jerash, cerca de la ciudad homónima y de Souf, de la que toma el nombre. La capital jordana, Amán, está a unos 50 kilómetros de distancia.

## Historia
El campamento de Souf es uno de los seis campamentos de emergencia creados para alojar a los refugiados palestinos que huyeron o fueron expulsados de sus hogares en Cisjordania por el ejército israelí durante la Guerra de los Seis Días de 1967. La mayoría de ellos eran, a su vez, refugiados de la guerra de 1948, cuando fueron obligados a abandonar sus hogares en Beit Jibrin y Ajjur, así como palestinos de la ciudad de Tubas.
En octubre de 1967, debido a las malas condiciones climatológicas y a las lluvias torrenciales, los refugiados abandonaron el campamento y se establecieron en tiendas de campaña a lo largo de la parte jordana del Valle del Jordán. Sin embargo, los numerosos enfrentamientos fronterizos entre tropas israelíes y jordanas llevaron a estos refugiados a volver a asentarse un año después en el campamento de Souf, y poco después UNRWA les construyó 1.650 refugios prefabricados.
En julio de 2018, los habitantes de los campamentos de Souf y Jerash enviaron dos camiones cargados de ayuda humanitaria para los refugiados sirios que se habían ido acumulando en la frontera sirio-jordana. En concreto, los refugiados del campamento de Souf enviaron comida enlatada, dátiles, botellas de agua y mantas, según detalló el responsable del campamento, Abdul Muhsin Banat.

## Economía
La media de personas por hogar en el campamento de Souf es de 5,3, lo que lo convierte en el segundo campamento de Jordania en términos de tamaño familiar. Sin embargo, es el octavo en términos de pobreza, con el 23,1% de la población del campamento por debajo del umbral de la pobreza jordano. Es el segundo campamento de refugiados palestinos de Jordania en términos de desempleo (un 17%) y desempleo femenino (un 24%). Aproximadamente un 27% de los refugiados del campamento no tienen ningún tipo de seguro médico. Más del 95% de los refugiados palestinos del campamento de Souf han adquirido la nacionalidad jordana, lo que ubica al campamento en el primero lugar de la lista en términos de palestinos con nacionalidad jordana.

## Educación y cultura
En torno al 24% de los hombres entre 25 y 34 años y en torno al 34% de las mujeres en la misma franja de edad habían completado estudios superiores a la educación secundaria a fecha de 2013. La tasa de analfabetismo se sitúa en el 8% de la población, mientras que otro 5% puede considerarse semianalfabeta y el restante 87% puede leer y escribir sin dificultad. Dos de cada tres niños entre 4 y 5 años acuden a guardería, lo que pone al campamento de Souf en el número uno de la lista de campamentos de refugiados palestinos en Jordania por asistencia de alumnos a guarderías. De una manera similar, también es el campamento de Jordania con una mayor tasa de asistencia a educación primaria, con más del 95%.

## Infraestructura local
Hay 135 tiendas, tres panaderías y una farmacia en el campamento. Alrededor del 98% de sus habitantes tienen acceso a agua corriente. El gobierno jordano gestiona una oficina postal, una comisaría y un club juvenil en el campamento. Hay seis escuelas; las cuatro de educación primaria dependen de UNRWA y trabajan a doble turno, mientras que las dos que proporcionan educación secundaria son administradas por el gobierno jordano. También hay un centro de salud administrado por UNRWA, y el campamento tiene la menor incidencia de problemas de salud crónicos severos de entre los 10 campamentos de Jordania, con tan solo un 3% de la población, si bien otro 9% tiene problemas de salud crónicos de consideración menor.